# Joan Ponç
Joan Ponç i Bonet (Barcelona, 28 de noviembre de 1927- Saint-Paul-de-Vence, 4 de abril de 1984) fue un pintor español considerado uno de los artistas más representativos de las primeras vanguardias de la posguerra. En 1948 fue uno de los fundadores del grupo Dau al Set.

## Biografía
A diferencia de otros miembros del grupo Dau al Set Ponç provenía de una familia de origen modesto con todo tipo de dificultades. Nació en Barcelona el 28 de noviembre de 1927. Tres años más tarde nació su hermano Antonio y en 1936 su hermana Marisol. En 1944 nació su hermana María Rosa que moriría en 1956; poco antes de que naciera, su padre abandonó a la familia. De 1940 a 1942 estuvo interno en el colegio de los salesianos de Mataró. Ponç explicaba en sus entrevistas la falta de afecto en su entorno familiar, algo que marcó su obra y su actitud ante la vida. Como reacción creó un mundo mágico basado en el diálogo en sí mismo. En su autobiografía, escrita en 1978, describió su infancia como una verdadera pesadilla durante la cual la única persona capaz de expresar buenos sentimientos fue su abuela. Los continuos castigos en el desván de su casa le proporcionaron el primer soporte para sus licencias artísticas.

### Trayectoria artística
Ponç inició su aprendizaje artístico en 1944, a los 17 años, en el taller del pintor Ramon Rogent un pintor por el que siempre tuvo una gran admiración y en la Academia de Artes Plásticas de Barcelona. En esta época conoció a Joan Vinyals, un anticuario que tiempo después se convirtió en su primer marchante. 
A los 20 años ya realizó su primera exposición, y conoció al pastelero-poeta J.V.Foix, al poeta y dramaturgo Joan Brossa, al crítico y filósofo Arnau Puig, al tipógrafo Enric Tormo y frecuentó la tertulia «La Campana». Eran tiempos de cierta liberalización dentro del franquismo. Presentó su primera exposición individual en la «Sala Arte» de Bilbao y posteriormente realizó un exposición en el local de Els Blaus un centro excursionista y cultural del barrio barcelonés de Sarriá conocido por haber organizado en 1946 una exposición de arte en su local de carácter antiacadémico que resultó histórica ya que es considerada uno de los antecedentes del grupo Dau al Set. Allí conoció a Antoni Tàpies y Modest Cuixart. En esta etapa trabaja en las series de los "Dibujos Podridos" y las suites "Metamorfosis", "Inquietuds, Al·lucinacions" y "Joan Ponç / Joan Brossa".
En 1947 fundó la revista Algol (de la que aparecería un único número) en compañía de Francesc Boadella, Joan Brossa, Jordi Mercadé, Arnau Puig y Enric Tormo. Esta efímera revista sería el embrión de otra más importante fundada en 1948, Dau al Set, dirigida por Ponç que también dio nombre al histórico grupo artístico Dau al Set.
1948 es también el año en el que conoce a Joan Miró que tendrá una gran influencia en su obra.
Se fue de España para salir de un país en el que no había democracia, explicó en una entrevista realizada en 1978. Tras una breve estancia en París de la mano de Joan Miró, vivió diez años en Brasil, de 1953 a 1962.  Llegó, con una carta de recomendación de Miró, huyendo las trifulcas de Dau al Set -incluida una disputa por una beca del Instituto Francés que finalmente ganó Tàpies- Una mención en la Bienal de São Paulo de 1955 le facilitó una beca para estudiar en este país, donde fundó el grupo "L'Espai".
En ese mismo año funda el grupo "Taüll", con Marc Aleu, Modest Cuixart, Josep Guinovart, Jaume Muxart, Jaume Mercadé, Antoni Tàpies y Joan-Josep Tharrats. 
Regresó a Barcelona enfermo a causa de una diabetes mal diagnosticada que le dejaría prácticamente ciego. A pesar de ello no dejó de dibujar ni de pintar.
En enero de 1984 se sometió a un trasplante de riñón en el hospital Edouard Herriot, de Lyon cedido por su hermano. También había sufrido una operación ocular, para evitar la pérdida total de la visión. Murió en Saint-Paul-de-Vence, el 4 de abril de 1984 de un paro cardíaco a causa al parecer de un proceso de rechazo del trasplante. Fue enterrado en la Roca de Camprodón (Gerona), en donde el pintor tenía su estudio.

## Obra
La obra de Joan Ponç fue reflejo de su atormentada vida convirtiendo el dibujo y la pintura en su refugio. Empezó a pintar joven, trabajando de noche a la luz de las bombillas de poca potencia que existían en la posguerra. Su pintura presenta imágenes fantasmagóricas a la vez que dolientes y torturadas, en las que el subconsciente es el protagonista. Para Ponç el arte no es sino una introducción al misterio y a los secretos que encierra el espíritu. Más dibujante que pintor, su obra es detallista y minuciosa.
Para mi la pintura es una forma de investigación de la misma forma que podría ponerme delante de un microscopio o un telescopio, me interesa lo más pequeño y lo más grande explicaba en una entrevista en 1978 añadiendo que le interesa poco la cuestión de la belleza en la pintura.
Influenciado por su amistad con Josep Vicenç Foix y Joan Brossa, sus primeras pinturas son reflejo de un primitivismo esquemático donde cohabitan figuras antropomorfas y vegetales que nos transportan hacia el mundo fantasioso de los sueños y del subconsciente.
La irrupción de su arte, en los grises años 40, supuso ganarse calificativos como grotesco, torturado, diabólico, carnavalesco, mágico... Pero se mantuvo fiel y coherente a su estilo hasta el final se destacó en la exposición antológica inaugurada en 2017.

### Dau al Set
En 1948 junto al poeta Joan Brossa, los pintores Modest Cuixart y Antoni Tàpies y el filósofo Arnau Puig funda la revista y crea el grupo Dau al Set. En torno a la revista y a las exposiciones paralelas se genera una renovación de pensamiento y de la creación plástica del entorno cultural de la España de la época. Este movimiento, está inspirado en el surrealismo, a pesar de crear un nuevo estilo denominado "magicismo plástico",  y crea un puente entre las vanguardias internacionales de los años 20 y 30 y el informalismo que abrazarán sus componentes en la década de los 50 a excepción precisamente del propio Ponç que se mantendrá fiel a su estilo inicial toda su vida.
Expuso en Barcelona, Nueva York, París, Río de Janeiro, Bonn, Ginebra, Tokio y Madrid, entre otros lugares.
Sus obras se encuentran en diversas colecciones privadas y públicas, como el Museo Reina Sofía de Madrid.
En 1965, consiguió el Gran Premio Internacional de Dibujo de dicha Bienal.

## Disputas por su legado
La disputa del legado de Joan Ponç i Bonet entre el hijo del primer matrimonio del pintor y su viuda, Mar Corominas, con la que Ponç compartió los últimos 15 años de su vida y a la que legó toda su obra duró una década. Finalmente el juez, apelando a un vicio de forma, falló en favor del hijo quien creó la Asociación Joan Ponç.

## Recuperación de la memoria
Además del conflicto familiar la historiadora y curadora de arte Pilar Parcerisa sitúa en "la alargada sombra de Antoni Tàpies" el olvido al que Ponç estuvo sometido después de su muerte. Ponç fundó junto con Brossa el Dau al Set, movimiento al que el pintor matérico se sumó y del que después siempre renegó, hasta el punto de que para Tàpies Ponç siempre fue ese pintor que hacia monstruos. "Su carácter singular. Y la diferencia de clase entre los pintores de Dau al Set" son otras de las razones que apunta Parcerisas, además de su clase social. "La sociedad catalana y la burguesía tampoco apoyaron sus monstruos y diablos, en cambio sí apoyaron a los artistas de su misma clase social".
En 2002 se realizó una exposición de su obra comisariada por Arnau Puig, filósofo y también miembro de Dau al Set organizada por la Fundación La Caixa.
En 2014 su viuda Mar Corominas, hizo un llamamiento a las instituciones para rendir tributo al artista con una gran antológica denunciando el olvido del pintor y planteó la posibilidad de colaborar con la Asociación Joan Ponç a pesar de las diferencias por su legado.
En 2017 se inauguró en La Pedrera de Barcelona la exposición antológica, Diábolo, comisariada por la historiadora y crítica de arte Pilar Parcerisa, sobre la obra y la figura del pintor desde sus inicios a mediados de los años 40 y la época del grupo Dau al Set, hasta las últimas obras de mediados de los años 80. Parcerisa denunció que se había silenciado al autor.